# Hans Platz

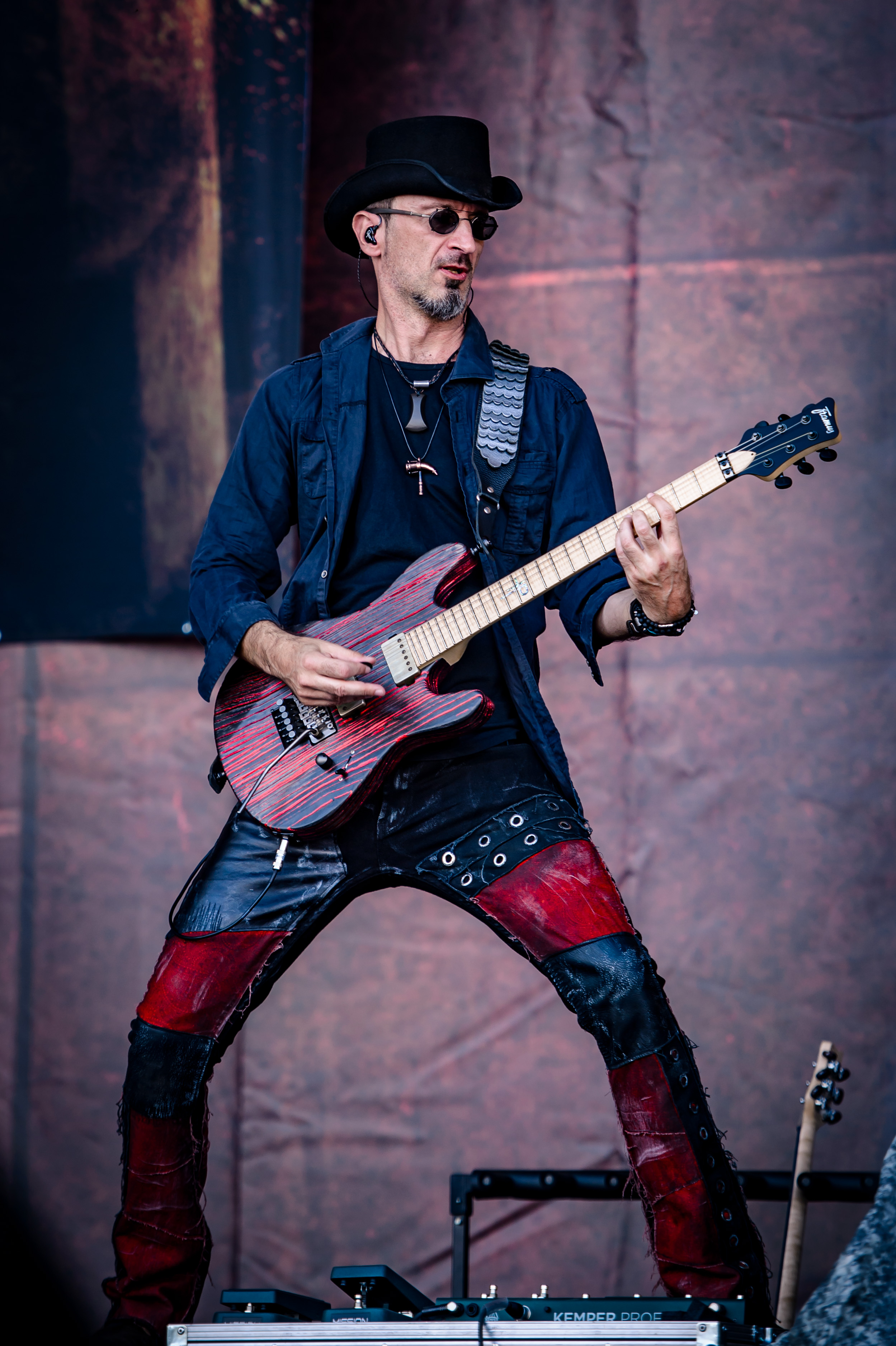
Hans Platz bei einem Auftritt mit Feuerschwanz im Jahr 2018

Hans Platz (* 1971 in Erlangen) ist ein deutscher Gitarrist und Musiker.

## Biografie
Hans Platz spielte seit seinem 16. Lebensjahr in verschiedenen Bands. Seine Ausbildung erfolgte hauptsächlich autodidaktisch, er nahm aber auch an Seminaren und Workshops bei Joscho Stephan, Mattias Eklundh und am Berklee College of Music in Boston teil. Als Einflüsse zählen unter anderem Steve Vai, Joe Satriani aber auch Paco de Lucia, Jeff Beck und Al Di Meola.
In den 1990er Jahren spielte er u. a. in der Band Cyrus Dance, später bei Sushifarm. 2003 war er Aushilfe bei J.B.O., 2006 und 2007 bei Fiddlers Green.
Seit 2008 ist Platz festes Mitglied der Mittelalter-Rock/Metal-Band Feuerschwanz und tritt dort unter dem Pseudonym Hans der Aufrechte auf. Mit Feuerschwanz erreichte er mehrmals die deutschen Album Top Ten, absolviert Tourneen im deutschsprachigen Raum und tritt auf Festivals wie z. B. dem Summer Breeze oder Wacken Open Air auf. Das Konzert auf dem Summer Breeze 2018 wurde vom WDR Rockpalast mitgeschnitten. Die Alben  Memento Mori und Fegefeuer stiegen jeweils auf Platz 1 in den offiziellen deutschen Albumcharts ein.
2013 nahm er ein instrumentales Soloalbum Timestamps auf, an dem er vier Jahre gearbeitet hatte. Dieses Album ist am ehesten dem Genre Progressive Rock/Metal zuzuordnen und führte zu diversen Artikeln in der Fachpresse. Auf dem Album wirkten mit: Marco Minnemann, Wolfgang Haffner, Simon Michael, Wolfram Kellner (Schlagzeug), T.M. Stevens, Fabio Trentini, Pete Griffin (Bass) und Matthias Eklundh (Gitarre).
2016 spielte er die E-Gitarren und teilweise die A-Gitarren auf dem Album Seit an Seit der Band dArtagnan und begleitete sie auf Tour. Das Album erreichte Goldstatus.
Mitte Juli 2021 wurde die Gründung der Band The Dark Side of the Moon bekannt gegeben. Neben Hans Platz als Gitarrist besteht die Gruppe aus der Sängerin Melissa Bonny, der Harfenistin Jenny Diehl von Feuerschwanz und dem Schlagzeuger Morten Løwe Sørensen von Amaranthe. Es wurde ein Plattenvertrag beim österreichischen Label Napalm Records unterzeichnet. Im August 2021 veröffentlichte die Band mit der Coverversion Jenny Of Oldstones ihre erste Single zusammen mit einem Musikvideo. Das Debüt-Album Metamorphosis erschien am 12. Mai 2023.
Platz ist offizieller Endorser des deutschen Gitarrenherstellers Framus, für die er auf dem Guitar Summit 2019 in Mannheim Workshops gab.

## Diskografie

### Mit Cyrus Dance
- 1994: Cyrus Dance – Welcome
- 1996: Cyrus Dance – Fish
- 1998: Cyrus Dance – 3

### Mit The Dark Side of the Moon
- 2023: Metamorphosis (DE #17, CH #18)

### Mit anderen
- 1990: Rumpelstiltskin – EP
- 2004: sushifarm – EP
- 2007: sushifarm – eat it raw
- 2010: J.B.O. – 2000 Jahre J.B.O.
- 2012: Various Artists: Subway To Sally – XX
- 2013: Hans Platz – Timestamps
- 2015: Various Artists: Zirkus Zeitgeist/15 Jahre Saltatio Mortis (DE #1, AT #9, CH #13)
- 2016: dArtagnan – Seit An Seit Gold Edition (DE #7, AT #24, CH #65)
- 2016: dArtagnan – Seit An Seit (DE #7, AT #24, CH #65)